# While I Run This Race
While I Run This Race ist ein US-amerikanischer Dokumentarfilm von Edmond A. Levy aus dem Jahr 1967.

## Handlung
Der Film zeigt die Arbeit von zwei Zweiergruppen von Freiwilligen der VISTA. Diese Freiwilligen werden im Rahmen des Migrant Opportunity Programs ein Jahr lang mit armen Landarbeitern leben und dabei versuchen, deren Lebensumstände möglichst nachhaltig zu verbessern.
Zwei junge Männer kommen nach Allenville in eine ghettoähnliche Siedlung für afroamerikanische Landarbeiter. Die Leute dort wohnen teilweise in aufgegebenen Bussen, überall liegen Teile von Fahrzeugen herum. Es gibt keine Straßenbeleuchtung und weder Verkehrsschilder noch eine Tempobeschränkung für die durch die Siedlung führende Straße. Es gibt auch keine Läden und keine Sanitäranlagen. Durch die Siedlung fließt stattdessen ein Bach, der nur schmutziges, im Sommer von Insekten verseuchtes, Wasser führt. Ihr Trinkwasser müssen die Bewohner bei einer Tankstelle abholen, höchstens fünf Gallonen pro Tag und Familie. Die beiden Helfer arbeiten mit einem Einheimischen zusammen, der die Siedlung eigentlich hätte verlassen können, der aber blieb, um der Siedlung die benötigten Strukturen zu geben. Als erstes räumen die Helfer zusammen mit den Bewohnern an einem Samstag den Müll weg. Danach setzen sie sich mit den Verantwortlichen aus dem nahe gelegenen Ort auseinander. Sie bauen Vorurteile ab und machen ihnen die Probleme der Siedlung klar. Außerdem bringen sie die Bewohner der Siedlung dazu, sich an die Behörden der Nachbarstadt zu wenden.
In Stanfield bauen ein pensionierter Landwirtschaftsspezialist und seine Frau das Stanfield Daycare Center auf. Es soll die Kinder der mexikanischen Landarbeiter tagsüber betreuen. Dazu können sie auch Frauen für ein Gehalt von 200 Dollar pro Monat einstellen. Da ein solches Konzept den Landarbeitern fremd ist, müssen die erst davon überzeugt werden. Zuerst werden die Kinder gewaschen und entlaust. Außerdem werden sie mit Hilfe eines wöchentlich vorbeikommenden mobilen medizinischen Dienstes versorgt. Diese Kinder sind in ihrem Leben teilweise noch nie von einem Arzt untersucht worden, haben aber auch noch nie ein Buch oder gar ein Badezimmer gesehen. Daher ist es das Hauptziel des Centers, die Kinder auf die Schule vorzubereiten, ihnen einen gewissen Vorsprung zu geben. Außerdem hilft das Ehepaar mobilen Landarbeitern, die auf der Suche nach Arbeit irgendwo in der Umgebung stranden (zum Beispiel weil ihnen das Benzin ausgeht). Sie verschaffen ihnen kurzfristig eine Tätigkeit, überzeugen sie aber auch davon, dass ihre bisherige Arbeit immer mehr von Landwirtschaftsmaschinen übernommen werden wird. Daher helfen sie ihnen auch, nachhaltigere Berufe zu finden.

## Produktion
VISTA ist ein Programm zur Armutsbekämpfung in den USA. Es wurde in den 1960er Jahren unter Führung des Office of Economic Opportunity gegründet. While I Run This Race wurde von Edmond A. Levys Produktionsfirma SunDial Films im Auftrag der beiden Programme produziert. Der Film ist eine Art Fortsetzung von A Year Toward Tomorrow, dem Oscargewinner der Kategorie Bester Dokumentar-Kurzfilm von 1967.
While I Run This Race wurde in Arizona gedreht. Der Titel des Films wurde nach dem gleichnamigen Gospel gewählt, den einer der Bewohner von Allenville anlässlich der Begrüßung der beiden VISTA-Freiwilligen singt.

## Auszeichnung
Carl V. Ragsdale war für While I Run This Race bei der Oscarverleihung 1968 in der Kategorie Bester Dokumentar-Kurzfilm nominiert. Der Oscar ging aber an Mark Jonathan Harris und Trevor Greenwood für The Redwoods.